# بلة جابر
بلة جابر كرتكيلا (12 سبتمبر 1985 - ) هو لاعب كرة قدم سوداني في مركز ظهير ‏، ولد في 12 سبتمبر 1985 في بورتسودان في السودان. شارك مع منتخب السودان لكرة القدم. أما مع النوادي، فقد لعب مع نادي المريخ.

## الإنجازات

### مع المريخ
- الدوري السوداني الممتاز (4): 2008، 2011، 2013، 2015.
- كأس السودان (6): 2008، 2010، 2012، 2013، 2014، 2015،
- كأس سيكافا للأندية (1): 2014.

## وصلات خارجية
- بالا جابر على موقع قاعدة بيانات كرة القدم.إي يو (الإنجليزية)
- بالا جابر على موقع ناشيونال فوتبول تيمز (الإنجليزية)